# Eufònia de gorja porpra
L'eufònia de gorja porpra (Euphonia chlorotica) és un ocell de la família dels fringíl·lids (Fringillidae).

## Hàbitat i distribució
Habita la selva pluvial, bosc de ribera, vegetació secundària, manglars, sabana i matolls a les terres baixes de l'est de Colòmbia, sud de Veneçuela i Guaiana, cap al sud, a través de l'est de l'Equador, est del Perú, Bolívia i Brasil fins Paraguai, Uruguai i centre de l'Argentina.